# Milicz
Milicz (německy Militsch) je město v jihozápadním Polsku v Dolnoslezském vojvodství. Je sídlem okresu Milicz a stejnojmenné městsko-vesnické gminy. Leží na řece Barycz uvnitř Chráněné krajinné oblasti Údolí Barycze a v blízkosti města se nacházejí Miliczské rybníky. Historicky je součástí Dolního Slezska. V roce 2020 zde žilo přes 11 tisíc obyvatel.

## Dějiny a pamětihodnosti
První písemná zmínka o hradě Miliche, který byl majetkem vratislavských biskupů, pochází z roku 1136. Vlastní město bylo založeno východně od něj ve 13. století v souvislosti s německou východní kolonizací. Do roku 1358 patřilo k Vratislavskému knížectví, načež bylo prodáno olešnické větvi slezských Piastovců. Po jejím vymření v roce 1492 se Miliczsko jakožto svobodné stavovské panství (do roku 1521 společně se Żmigródskem, později samostatné) stalo majetkem rodu Kurzbach. V roce 1590 jej zdědili Maltzanové, kteří na zdejším zámku pobývali až do konce druhé světové války.
Od 14. století byl Milicz součástí zemí Koruny české. Po první slezské válce v roce 1742 připadl spolu s většinou Slezska Pruskému království a stal se sídlem okresu (Kreis Militsch, používalo se též označení Kreis Militsch-Trachtenberg = okres Milicz-Żmigród) v rámci (po správní reformě z roku 1815) provincie Slezsko. V roce 1890 měl 3 822 obyvatel, z toho 78,3 % evangelíků, 18,1 % katolíků a 3,6 % židů. K Polsku byl připojen po druhé světové válce. Následoval odsun německého obyvatelstva a příchod polských osadníků.
Mezi nejvýznamnější památky města patří:
- klasicistní Maltzanův zámek z roku 1798 obklopený anglickým parkem o rozloze kolem 80 ha, sídlo Střední lesnické školy
- zřícenina hradu olešnických knížat ze 14. století
- kostel sv. Ondřeje Boboly – před rokem 1945 evangelický, postavený v letech 1709–1714 technikou hrázdění jako jeden ze šesti slezských kostelů milosti
- kostel sv. Michala Archanděla – byl postaven v klasicistním slohu v letech 1817–1821 a stojí na místě prvního farního kostela
- kostel sv. Anny – klasicistní z roku 1808, byl postaven v jižní čtvrti Karłów (Karlstadt) pro zaměstnance tamních manufaktur

V prostorách bývalé továrny na vánoční ozdoby (1951–2008) působí od roku 2013 Muzeum baňky (Muzeum Bombki).

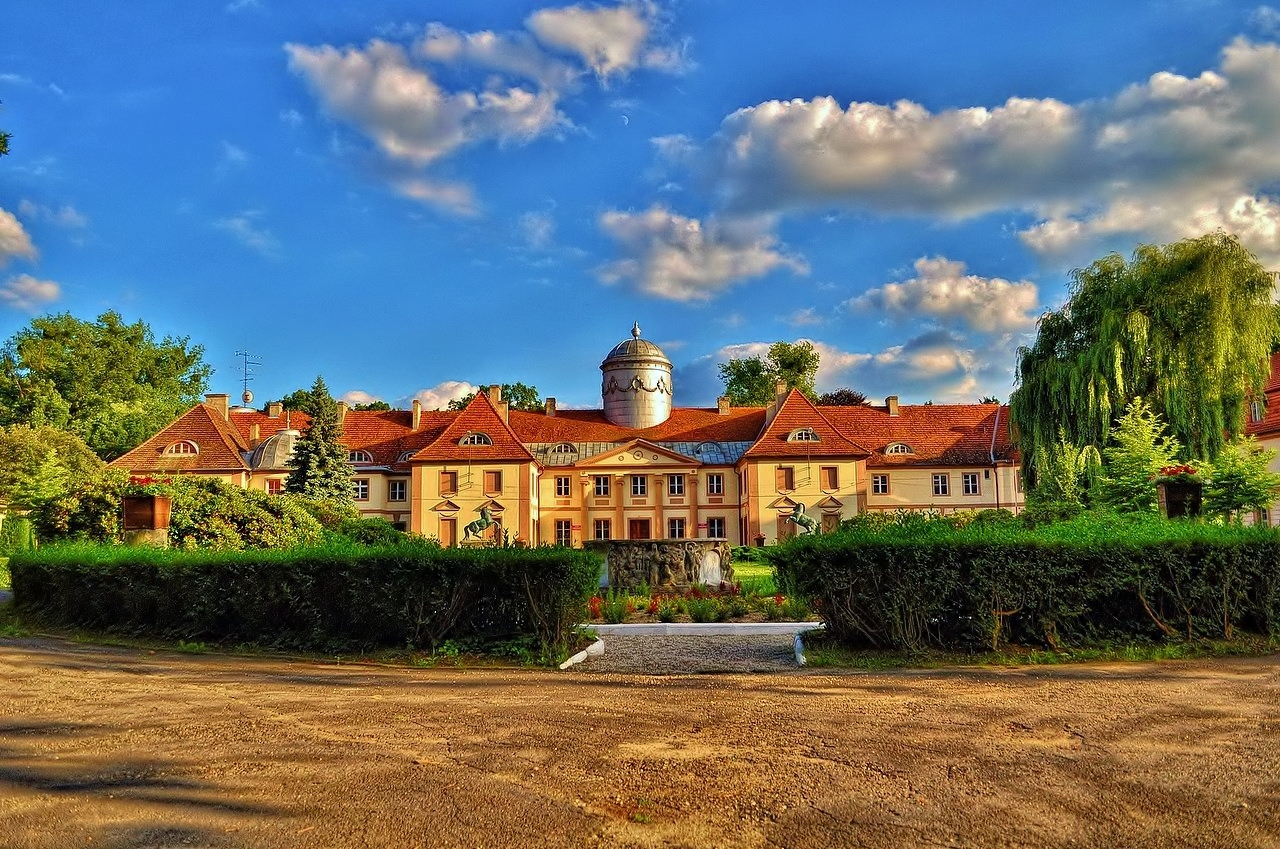
Maltzanův zámek
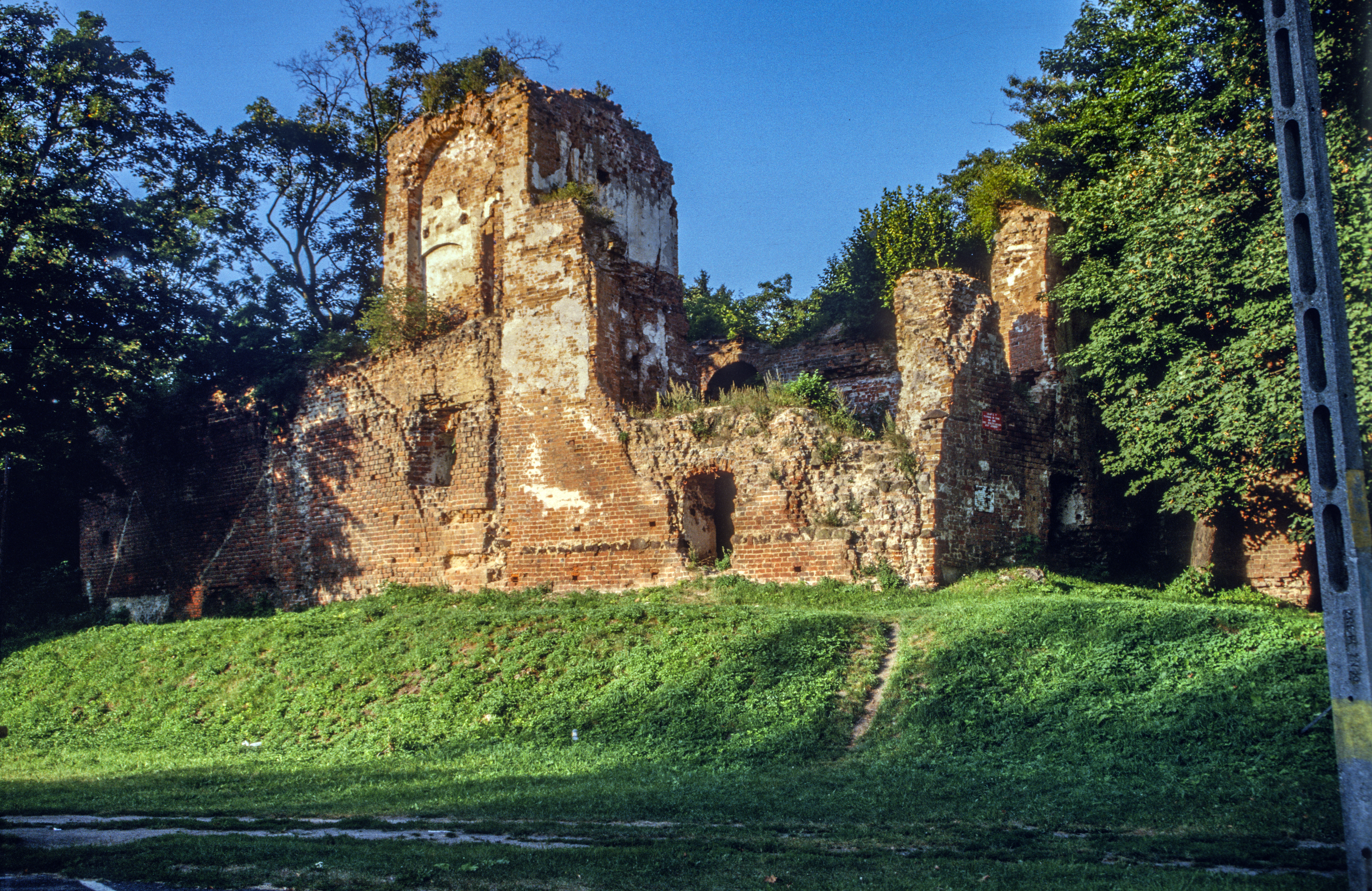
Zřícenina hradu
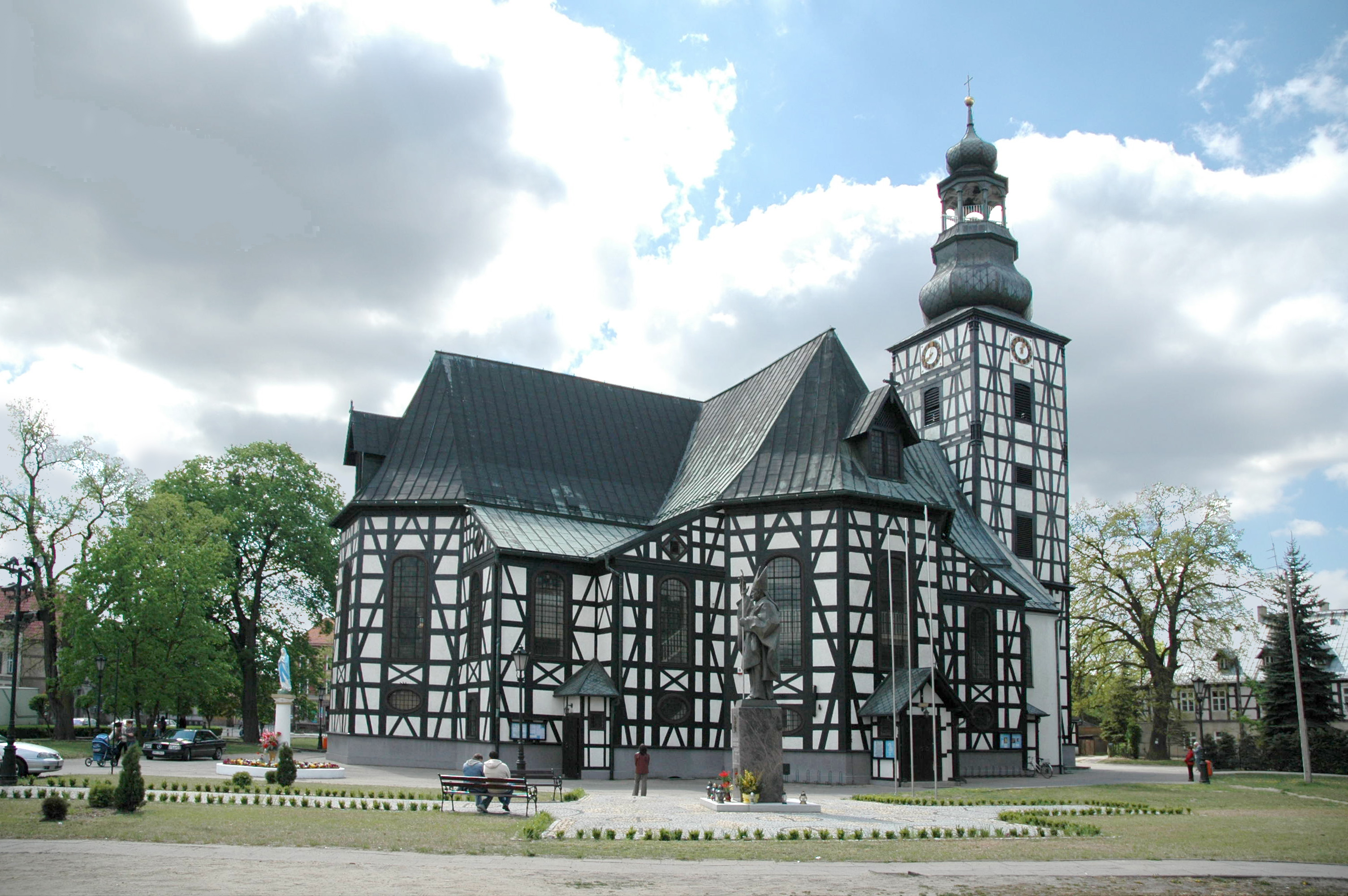
Kostel sv. Ondřeje Boboly (kostel milosti)
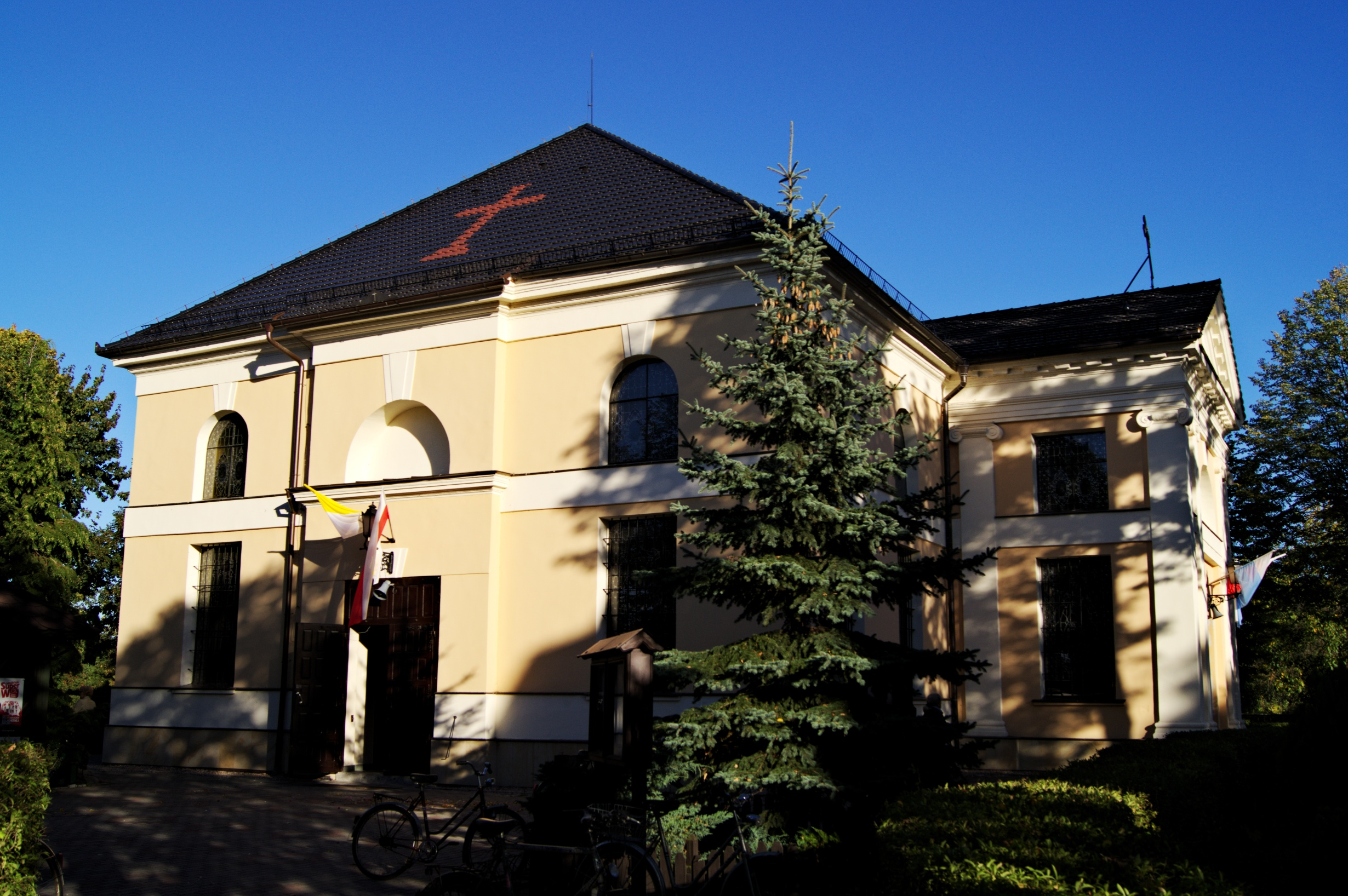
Kostel sv. Michala Archanděla
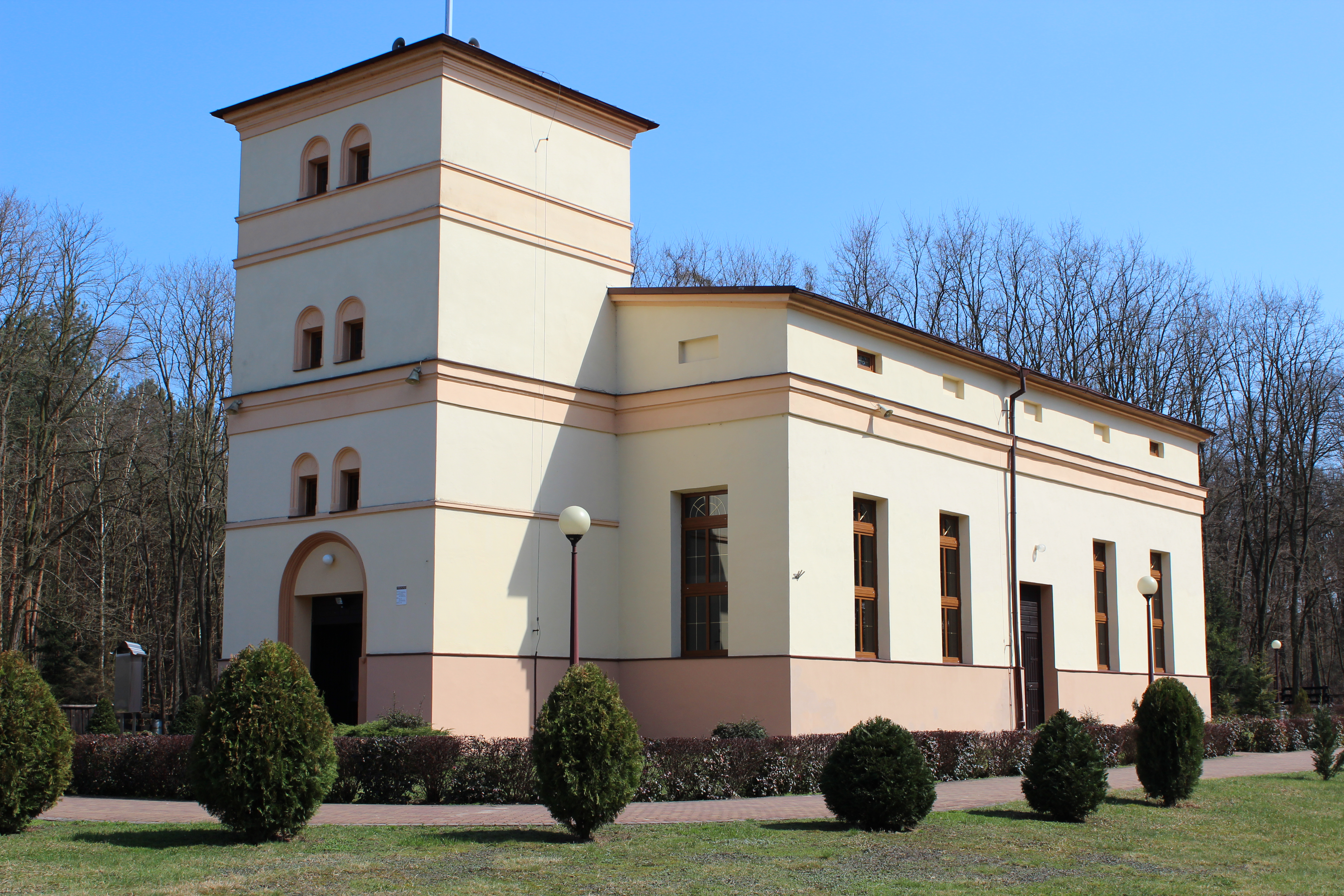
Kostel sv. Anny

## Doprava
Milicz leží na železniční trati Olešnice – Krotoszyn. Vlakové nádraží se nachází na východním okraji města, zhruba 1,5 km od centra. Zastavují zde osobní vlaky společnosti Koleje Dolnośląskie (linky D7 Jelcz – Vratislav – Krotoszyn), osobní vlaky společnosti Koleje Wielkopolskie (linka Poznaň – Milicz) a také dálkové spoje PKP Intercity (v jízdním řádu 2021/2022 rychlík Łużyce z Varšavy do Zhořelce). V letech 1894–1991 existovala úzkorozchodná dráha Żmigród – Sulmierzyce se stanicí Milicz Wąskotorowy (Militsch Kleinbahnhof) a zastávkou Milicz Zamek (Militsch Schloßvorwerk).
Městem prochází národní silnice (droga krajowa) č. 15, která spojuje dolnoslezskou Třebnici mj. s Hnězdnem a Toruní, a také vojvodská silnice (droga wojewódzka) č. 439 Syców – Żmigród. V roce 2019 byla zprovozněna bezplatná autobusová linka s cílem vylepšit spojení mezi centrem města a vlakovým nádražím. Regionální autobusovou dopravu provozuje podnik PKS Wołów a několik soukromých dopravců. Autobusové stanoviště se nachází v ulici Dworcowa poblíž panelového sídliště Centrum jižně od centra historického.